# 走過幸福
《走过幸福》是葉大鷹执导的电视剧，2003年出品，共22集，该作主要讲述几个人在经历了出轨等风波后，逐渐找到了生活的意义的故事。该作根据萬方的作品进行改编。

## 剧情简介
朱小北在于丈夫离婚后，遇到了一个摄影师，虽说他们相爱了，但是却因为遇到了很多的矛盾而导致他们经常争吵，后来通过一些遭遇后，他们逐渐明白了幸福的本义。而这，却是朱小北丈夫书中的一个故事……

## 演员表
- 周韻 飾 朱小北
- 孫紅雷[5]
- 丁志誠 飾 果青
- 嚴曉頻 飾 汪麗琴
- 李其 飾 馬爾福
- 姜南 飾 李加加
- 馬琨 飾 朱久學
- 周真 飾 張茹
- 羅民幟 飾 度震
- 王大為 飾 胡大偉

## 相關連結
- 豆瓣电影上《走過幸福》的資料 （简体中文）